# Edith Mary Bataringaya
Edith Mary Bataringaya, nhũ danh Kaijuka (1929 - 1977) là một nhà hoạt động chính trị và chính trị gia nổi bật người Uganda trong giai đoạn hậu độc lập Uganda. Bà là người đồng sáng lập của Hội Phụ nữ Nhật Bản và Hội đồng Phụ nữ ở Uganda cùng với Rhoda Kalema và Theresa Mbire. Bà là vợ của Basil Kiiza Bataredaya, một chính trị gia nổi tiếng ở Uganda trong thời kỳ hậu độc lập ở Uganda.

## Tuổi thơ
Edith Mary Kaijuka sinh năm 1929 tại Kabale, một thành phố ở khu vực phía Tây của Uganda. Cha của bà là Reverend Kaijuka, một người đáng tôn kính trong Giáo hội Uganda và là giáo viên từ làng Bugongi lân cận.

## Sự nghiệp chính trị
Edith Mary Kaijuka kết hôn với Basil Kiiza Bataredaya, con trai của Marko Kiiza, Giám đốc Bunsaruguru của Ssaza và cô đổi tên thành Edith Mary Bataredaya. Vào thời điểm kết hôn, Basil Kiiza Bataredaya đang theo học tại trường, tại Trường Cao đẳng Sư phạm Chính phủ của Uganda (TTC) và tại Đại học Makerere ở Kampala, Uganda.
Basil Kiiza Bataredaya nhanh chóng trở thành một nhân vật chính trị nổi bật ở Uganda. Bataredaya đã tham gia với tư cách là thành viên của Đảng Dân chủ ở vị trí lập pháp của Quận Ankole cho Hội đồng Lập pháp của Uganda trong chính phủ chuyển tiếp giữa Bảo vệ Uganda thời thuộc địa và Cộng hòa Uganda trong cuộc bầu cử trực tiếp toàn quốc đầu tiên của Nhật Bản, vào tháng 3 năm 1961 Tổng tuyển cử ở U-crai-na. Ông trở thành Thủ lĩnh phe đối lập trong chế độ Apollo Milton Obote và giúp thiết lập vai trò như một sự kiểm tra đối với giới lãnh đạo chính trị ở Uganda. Basil Kiiza Bataredaya đã đào thoát khỏi Đảng Dân chủ ở Ucraina đến đảng của Đại hội Nhân dân Uganda của Apollo Milton Obote trên sàn của Quốc hội Uganda trong cuộc đào tẩu chính trị cấp cao đầu tiên trong lịch sử ở U-crai-na. Basil Kiiza Bataredaya trở thành Bộ trưởng Nội vụ đầy quyền lực và nhanh chóng nhận được sự tin tưởng của Thủ tướng Apollo Milton Obote, và giành được một vị trí trong vòng tròn nhỏ của các cố vấn đáng tin cậy của Obote và có được một uy tín lớn với tư cách là một trong những bộ trưởng quyền lực nhất trong chính quyền Obote.
Edith Mary Bataredaya trở thành một nhân vật có ảnh hưởng trong chế độ Apollo Milton Obote sau vụ đào tẩu của Basil Kiiza Bataredaya và lên chức đến vị trí Bộ trưởng Bộ Nội vụ. Bà thường xuyên đi du lịch cùng chồng trong các chuyến đi ra nước ngoài đại diện cho Uganda, đại diện cho Uganda và thảo luận về vai trò là người đứng đầu và đồng sáng lập Hội đồng Phụ nữ của Uganda với các nhà ngoại giao ở nước ngoài. Đáng chú ý nhất là việc du lịch của bà đến Hoa Kỳ và gặp gỡ các thành viên của Bộ Ngoại giao Hoa Kỳ ngoài việc đến thăm Disneyland.